# Коморники (Вармінсько-Мазурське воєводство)
Коморники (пол. Komorniki, нім. Kämmersdorf) — село в Польщі, у гміні Дзялдово Дзялдовського повіту Вармінсько-Мазурського воєводства.
Населення — 85 осіб (2011).
У 1975-1998 роках село належало до Цехановського воєводства.

## Демографія
Демографічна структура станом на 31 березня 2011 року:
|          | Загалом | Допрацездатний вік | Працездатний вік | Постпрацездатний вік |
| -------- | ------- | ------------------ | ---------------- | -------------------- |
| Чоловіки | 42      | 19                 | 21               | 2                    |
| Жінки    | 43      | 7                  | 28               | 8                    |
| Разом    | 85      | 26                 | 49               | 10                   |